# 格里芬斯鎮區 (北卡羅萊納州納什縣)
格里芬斯鎮區（英語：Griffins Township）是位於美國北卡羅萊納州納什縣的一個鎮區。

## 地方資料
格里芬斯鎮區的面積為151.51平方千米，皆為陸地。根據2020年美國人口普查的數據，當地共有人口2368人，而人口密度為每平方千米15.63人。